# Motiur Rahman Nizami
Motiur Rahman Nizami (31 maart 1943 – 11 mei 2016) was een Bengaals moslimleider.

## Biografie
In de jaren 60 klom Nizami op tot de hoogste functies van de Pakistaanse partij Jamaat-e-Islami. Na de onafhankelijkheid van Bangladesh werd de partij van Nizami verboden in Bangladesh door president Mujibur Rahman. Rahman werd in 1975 vermoord. De volgende president Ziaur Rahman liet de partij weer toe tot het land. De partij werd de grootste islamitische partij in Bangladesh. 
In 1991 werd Nizami verkozen tot lid van het Parlement. Vanaf het jaar 2000 werd hij geestelijk leider van Jamaat-e-Islami als opvolger van Ghulam Azam. 
In 2010 begon voor een bijzonder tribunaal een proces tegen de leiding van Jamaat-e-Islami wegens de rol van de partij tijdens de Bengaalse Onafhankelijkheidsoorlog van 1971. Ook Nizami stond daar terecht. In 2014 werd hij tot de dood veroordeeld voor oorlogsmisdaden. Verder werd hij nog veroordeeld voor wapentrafiek en corruptie.
Op 11 mei 2016 werd Nizami opgehangen in zijn cel in Dhaka. Hij werd 73 jaar oud. 